# Ана тили (издательство)
«Ана тили» (каз. Ана тілі) — казахское издательство. Выпускает учебники и вспомогательные учебные пособия для высших и специализированных учебных заведений, познавательную литературу на казахском и других языках, словари и буквари. Создано в 1990 году на базе издательства «Мектеп» (ныне «Рауан»). Первый директор — М. Кудайкулов, главный редактор — Ы. Кенебаев.